# Івандро Боржес Саншеш
Івандро Боржес Саншеш (порт. Yvandro Borges Sanches; нар. 24 травня 2004) — люксембурзький футболіст, атакувальний півзахисник менхенгладбаського клубу «Боруссія» та національної збірної Люксембургу.

## Клубна кар'єра
Боржес Саншеш народився і виріс у Люксембурзі, займався футболом у місцевій команді «Расінг Уніон», звідки у 2020 перейшов до молодіжної команди менхенгладбахської «Боруссії». Прогресуючи в молодіжному складі «Боруссії», він також зіграв свою першу гру за дорослу команду влітку 2021 року в товариському матчі проти мюнхенської «Баварії».
Дебютував за німецький клуб 11 вересня 2022 року в Бундеслізі в матчі проти «Фрайбурга».
У січні 2024 року Боржес Саншеш перейшов до клубу Ередивізії «Неймеген» на правах оренди до кінця сезону.

## Кар'єра у збірній
У червні 2021 Івандро дебютував за молодіжну збірну Люксембургу віком до 21 року. 4 вересня 2021 року вперше зіграв за національну збірну Люксембургу вийшовши на заміну в матчі відбірного турніру до чемпіонату світу 2022 проти збірної Сербії. 7 вересня 2021 року він дебютував у стартовому складі в матчі проти Катару. У цій грі він забив свій перший гол за збірну Люксембургу на 31-й хвилині.